# Алтан (Забайкальский край)
Алта́н (бур. Алтан — золото) — село в Кыринском районе Забайкальского края России. Административный центр сельского поселения «Алтанское».

## География
Расположено на юге района, неподалёку от границы с Монголией, на левом берегу реки Агуца, в её среднем течении. Расстояние до райцентра, села Кыра — около 40 километров. Ближайшее село Билютуй находится в 13 км на северо-восток.
В селе 7 улиц:
- Водная
- Комсомольская
- Набережная
- Нагорная
- Пионерская
- Трактовая
- Центральная[2].

## История
В истории села был примечательный эпизод, получивший название Алтайское братство. В период коллективизации группа из 10 человек крестьян-бурятов ушла в тайгу, надеясь дождаться ликвидации колхозов и скрывалась в лесах вблизи Алтана. Была уничтожена Мангутским погранотрядом в декабре 1941 года.
До недавнего времени в селе действовал колхоз «Пограничник», пришедший в упадок.

## Население
| 2010 | 2012 | 2013 | 2014 | 2015 | 2016 | 2017 |
| ---- | ---- | ---- | ---- | ---- | ---- | ---- |
| 725  | ↘713 | →713 | ↘699 | ↘697 | ↘678 | ↘671 |
| 2018 | 2019 | 2020 | 2021 |      |      |      |
| ↘641 | ↘628 | ↘615 | ↘525 |      |      |      |